# Sint-Nicolaas- of Bergkerk
De Sint-Nicolaaskerk of Bergkerk in Deventer is een van oorsprong romaanse kruisbasiliek en bevindt zich op een oude rivierduin in het Bergkwartier.

## Bouw en verbouwingen
De Bergkerk werd gebouwd in de jaren 1198-1209, vlak bij het toenmalige Deventer havenkwartier. Ze is in de bloeitijd van de Hanzestad gesticht door Norbertijnen uit het Westfaalse Varlar (nabij Coesfeld). De kerk, een romaanse kruisbasiliek, werd aan Sint-Nicolaas gewijd, de beschermheilige van de schippers. Het gebouw vertoont veel gelijkenis met kerken uit de Oostzeelanden. Het werd ingewijd door de bisschop van Lijfland.
In de 15e eeuw onderging de Bergkerk diverse verbouwingen waardoor deze een laatgotisch karakter kreeg. Zo zijn de twee karakteristieke torenspitsen in die periode gebouwd (het onderste deel van de torens is nog wel oorspronkelijk).
In 1580 ging de kerk over in de handen van de protestanten; het gebouw was vanaf toen van de Nederduits Gereformeerde Kerk. Het interieur werd, zoals gebruikelijk, direct ontdaan van de katholieke kenmerken. De wand- en gewelfschilderingen verdwenen onder een laag witkalk.

## Restauraties en heden
Tijdens een ingrijpende restauratie van 1915 tot 1924, geleid door Wolter te Riele, werden de oude schilderingen weer blootgelegd en gerestaureerd. De schilderingen op de oostwand van het oude romaanse dwarsschip stammen uit de vroege 13e eeuw. In 1967 werd de kerk door het kerkbestuur voor het symbolische bedrag van 1 gulden verkocht aan de gemeente Deventer die zo de verantwoordelijkheid voor het kostbare onderhoud op zich nam. In 2010 werden er aan de torens van de kerk opnieuw herstelwerkzaamheden uitgevoerd.
Het huidige orgel werd in de jaren 1841-1843 gebouwd door de Deventenaar Johann Heinrich Holtgräve. Tegenwoordig wordt de Bergkerk gebruikt voor exposities, bijeenkomsten en concerten. Klimaatbeheersing en beveiliging voldoen anno 2016 aan de normen van de Rijksdienst voor het Cultureel Erfgoed.

## Legende
Er is een legende die beschrijft hoe tot de bouw van de Bergkerk zou zijn gekomen. Twee Deventer zussen, Martha en Beatrix, waren onder de indruk van een ridder die in Deventer was gekomen. Zij streden beiden om de gunst van deze man. Beatrix trouwde uiteindelijk met de ridder, terwijl ze Martha alleen achterliet. Martha liet daarop de kerk met de twee torens bouwen, de een iets hoger dan de ander, aangezien beide zusters ook in lengte verschilden. Dit zou het vermeende verschil in hoogte tussen de beide westtorens verklaren.
"Ter nagedachtenis aan de liefde van mijn zuster en mij, wil ik van mijn geld een kerk doen bouwen op den berg. Twee torens zullen erop worden gebouwd, de een iets groter dan de ander, twee kinderen van één vader gelijk, en onafscheidelijk. Zoo zal eeuwig blijven de gedachte aan onze liefde en na onzen dood althans zullen er twee zusters zijn, die elkaar niet verlaten."